# Warownia na Trakcie
Warownia na Trakcie, Warownia nad Traktem – skała znajdująca się w lesie po północnej stronie Przełęczy Kocierskiej w Beskidzie Małym, administracyjnie w granicach wsi Targanice w województwie małopolskim, w powiecie wadowickim, w gminie Andrychów.
Skała znajduje się w pobliżu czarnego szlaku turystycznego z Przełęczy Kocierskiej do Targanic, na wierzchołku w odległości około 300 m od szlaku. Prowadzi do niej ścieżka z niebieskimi strzałkami. Zbudowana jest z litego piaskowca i uprawiany jest na niej bouldering. Jest 5 baldów o trudności od 4 do 7a w skali francuskiej. Start z pozycji siedzącej lub stojącej, lądowisko strome.

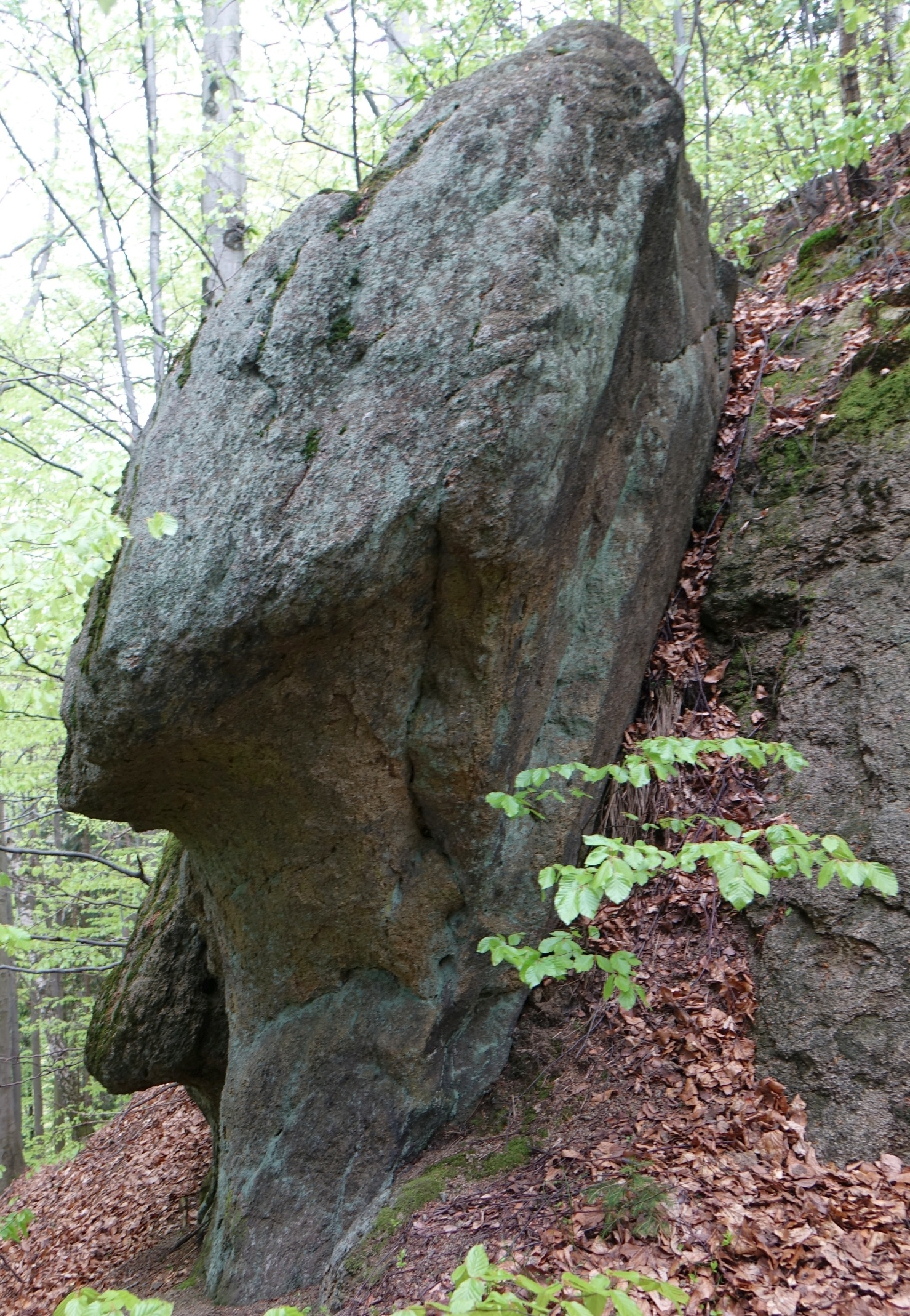
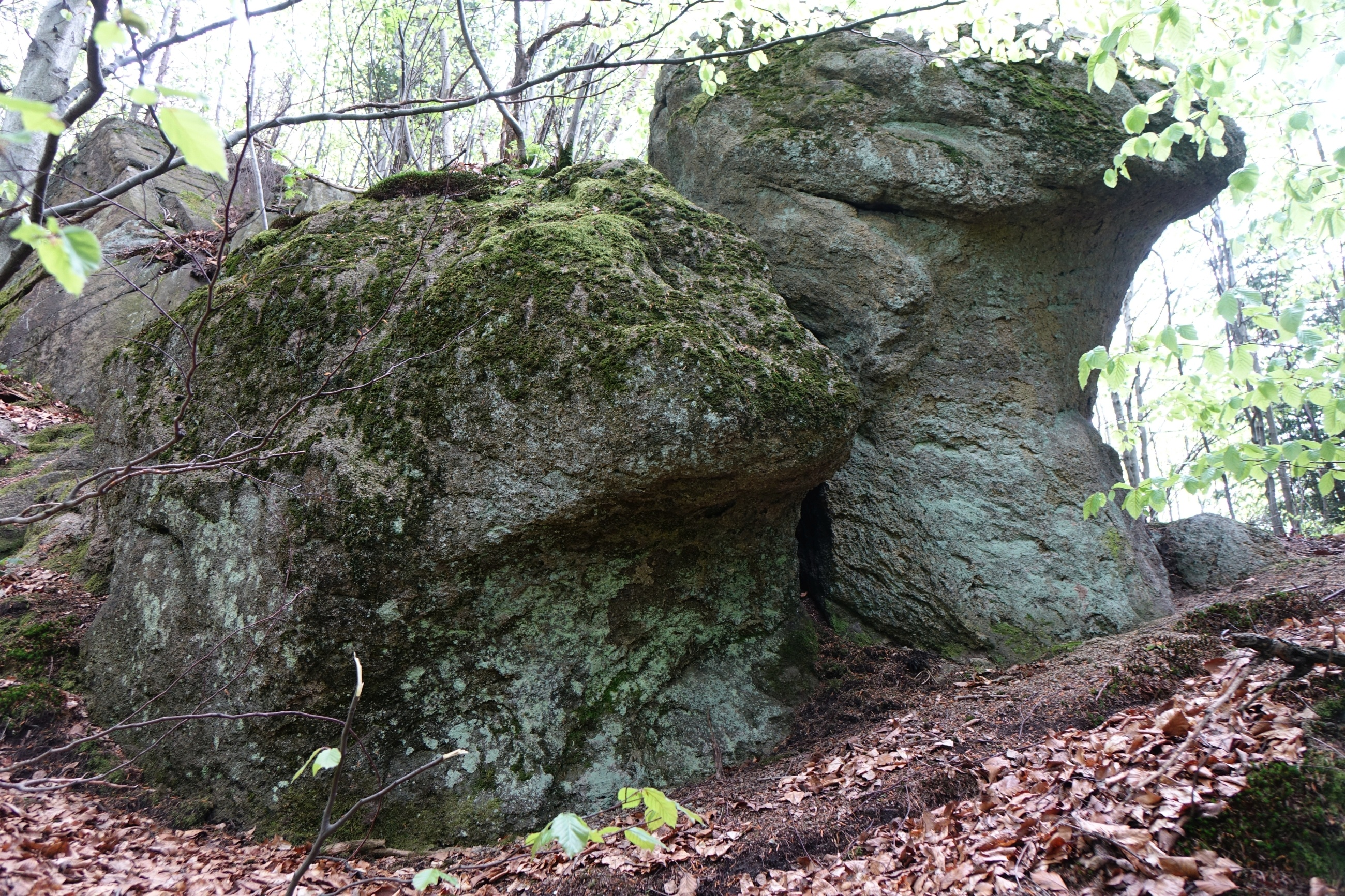
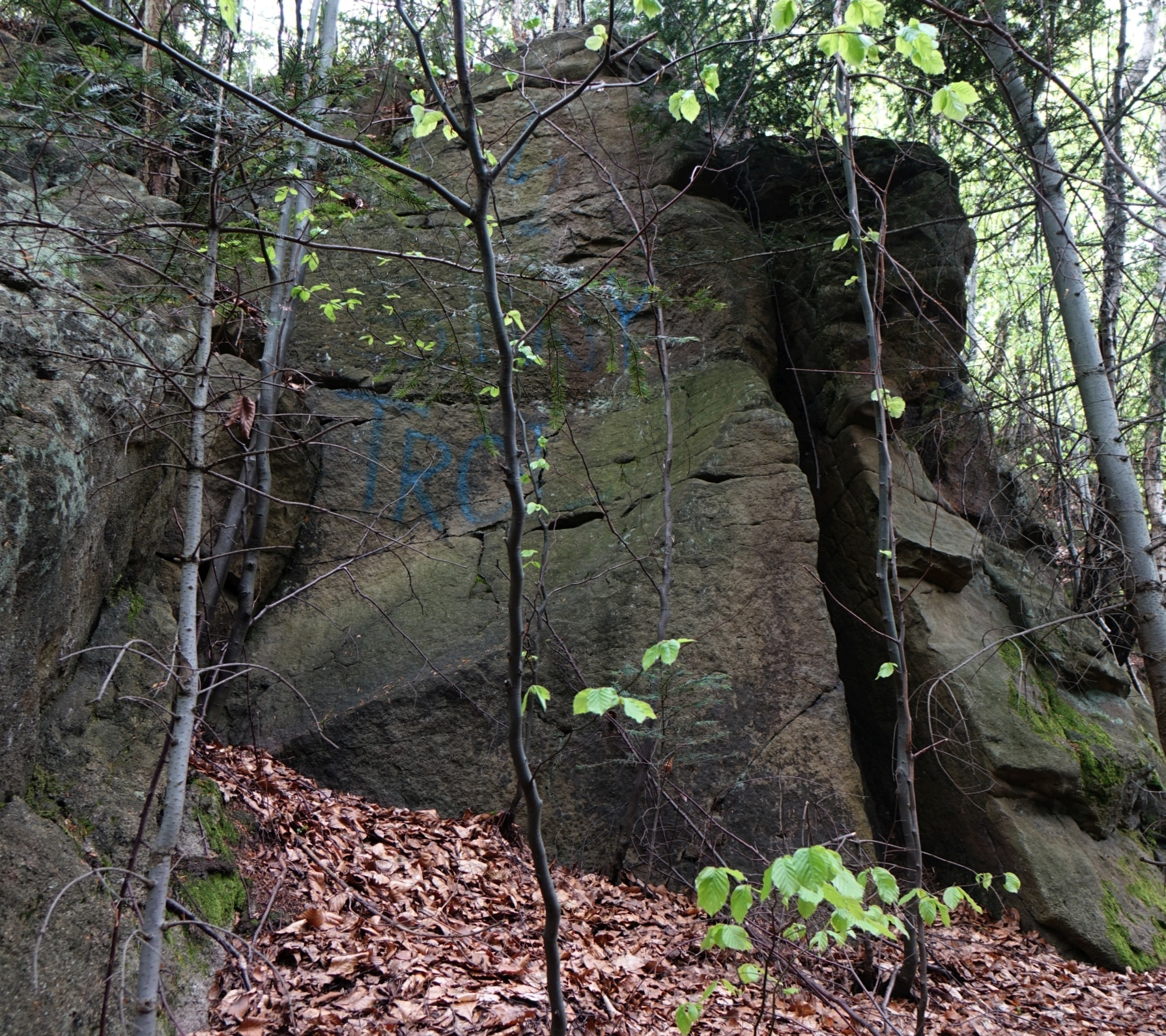
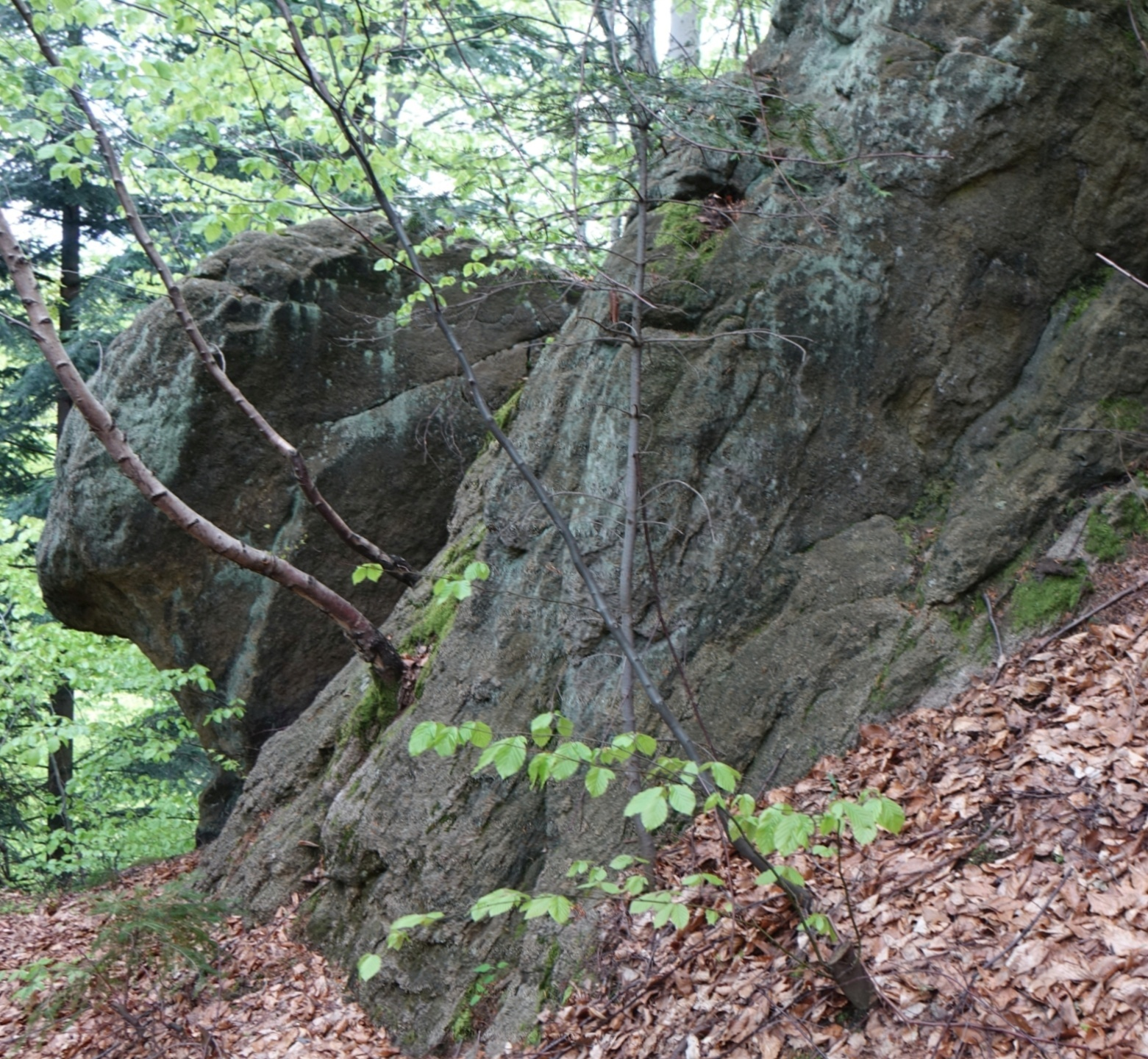
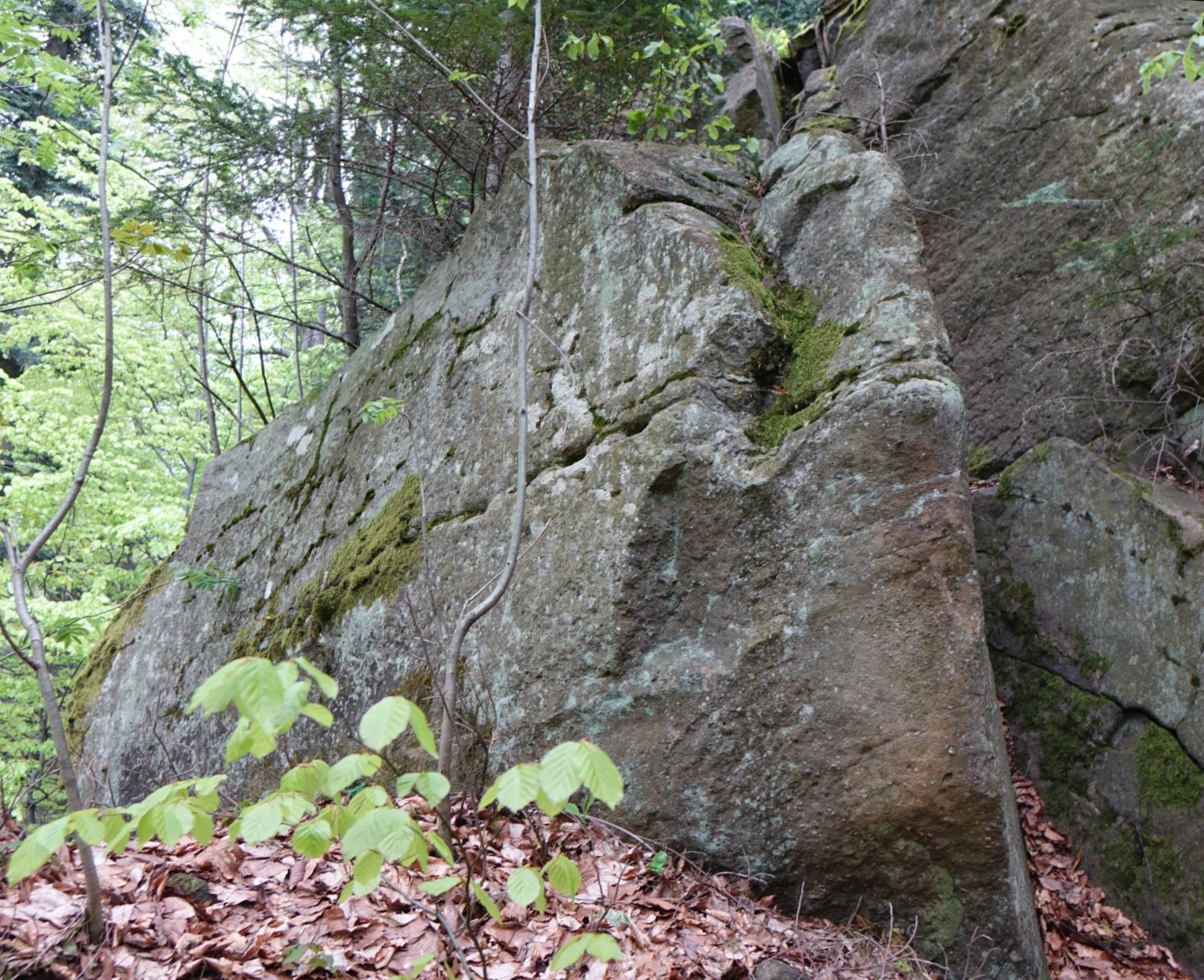
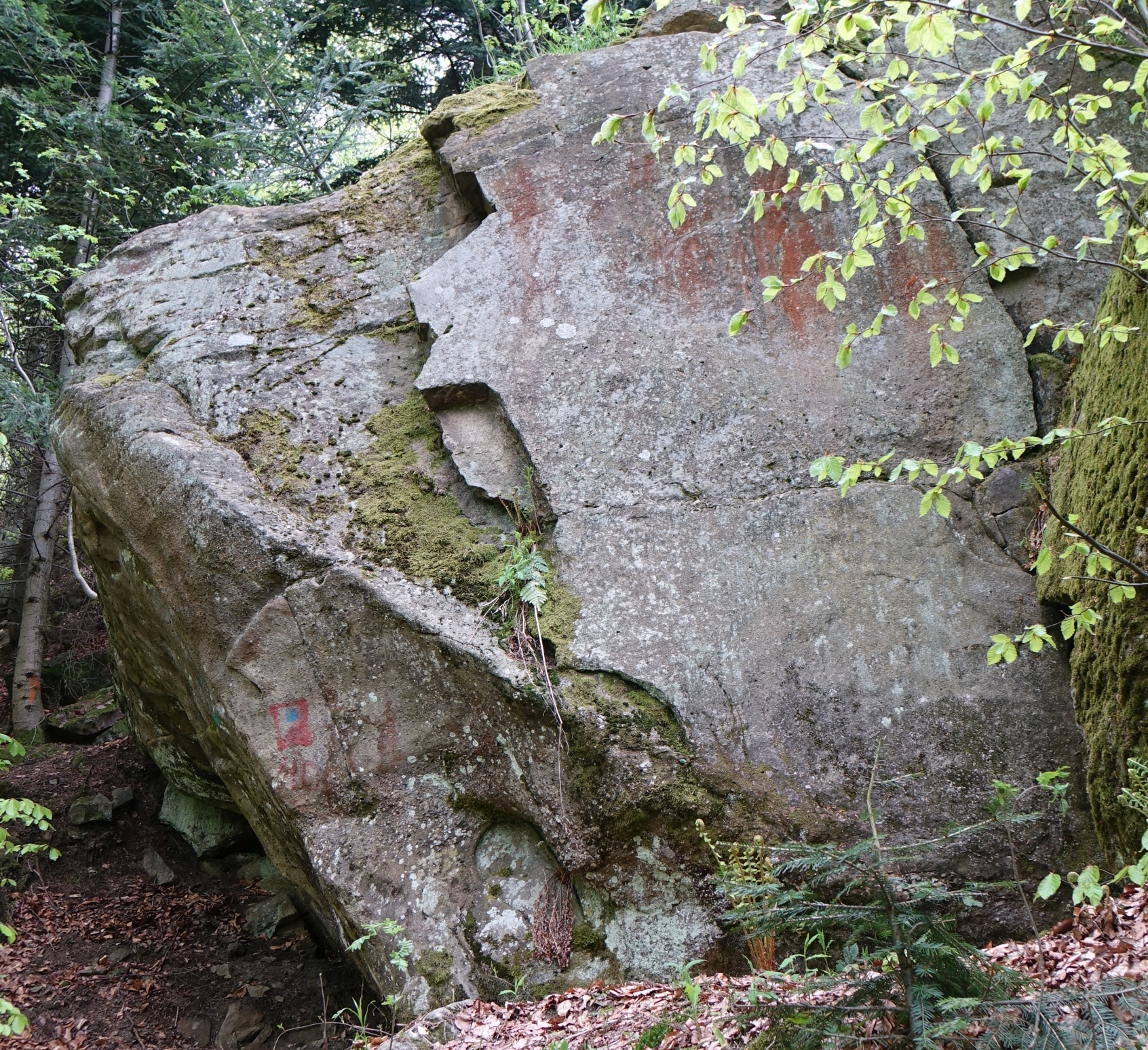

1. Grzybek; 6a+
2. Ruchy Kapuchy; 6b
3. Kancik; 6b
4. Pierwszy; 4
5. Montezuma; 7a (ściśle płytą)[2].